# Teognis
Teognis de Mégara (en griego antiguo: Θέογνις ὁ Μεγαρεύς: Théognis o Megareús) fue un poeta lírico griego activo aproximadamente en el siglo VI a. C.. La obra poética de Teognis fue dada a conocer en los banquetes o simposios de hombres al son de la flauta. Escribe con el rencor y odio de un aristócrata empobrecido por las revueltas e invasiones a su ciudad. Según Werner Wilhelm Jaeger, Teognis de Mégara promueve la vuelta a "la justa desigualdad" como solución.
La obra que se le atribuye consiste en una poesía gnómica bastante propia de la época, con máximas éticas y consejos prácticos sobre la vida. Fue el primer poeta griego conocido en expresar preocupación por el destino final y la supervivencia de su propia obra y, junto con Homero, Hesíodo y los autores de los Himnos homéricos, se encuentra entre los primeros poetas cuya obra se ha conservado en una tradición manuscrita continua (la obra de otros poetas arcaicos se conserva como fragmentos dispersos). De hecho, más de la mitad de la poesía elegíaca existente de Grecia antes del período alejandrino está incluida en las aproximadamente 1.400 líneas de verso que se le atribuyen (aunque varios poemas tradicionalmente atribuidos a él fueron compuestos por otros, por ejemplo, Solon, Euenos). Algunos de estos versos inspiraron a los comentaristas antiguos a valorarlo como moralista, sin embargo, todo el corpus se valora hoy como un retrato de la vida aristocrática en la Grecia Antigua.

πᾶσι δ᾽ ὅσοισι μέμηλε καὶ ἐσσομένοισιν ἀοιδὴ

ἔσσῃ ὁμῶς, ὄφρ᾽ ἂν γῆ τε καὶ ἠέλιος,
αὐτὰρ ἐγὼν ὀλίγης παρὰ σεῦ οὐ τυγχάνω αἰδοῦς,

ἀλλ᾽ ὥσπερ μικρὸν παῖδα λόγοις μ᾽ ἀπατᾷς.

A todos aquellos a quienes les agrada el canto y a las personas que aún no han nacido.
Tú también serás una canción, mientras la tierra y el sol permanezcan,
Sin embargo, soy tratado por ti sin la más mínima señal de respeto.
Y, como si fuera un niño, me has engañado con palabras.

## Obras
- Elegías. Texto y traducción por Francisco Rodríguez Adrados. Barcelona: Alma Mater, 1959.
- Elegías. Selección y traducción de Juan Manuel Rodríguez Tobal. Tarazona, Casa del Traductor, 2003